# وينديل وايت (كرة سلة)
وينديل وايت (بالإنجليزية: Wendell White)‏ مواليد 3 سبتمبر 1984 في كارسون، هو لاعب كرة سلة أمريكي. بدأ مسيرته الاحترافية في سنة 2007. يلعب في دوري كرة السلة الياباني للمحترفين. يحمل الرقم 41. يبلغ طوله 6 قدم 6 بوصة (2.0 م). لعب مع وونجو دونجبو برومي وهاماماتسو هيجاشيميكاوا فينيكس.

## روابط خارجية
- وينديل وايت على موقع دوري كرة السلة الياباني للمحترفين (اليابانية)
- وينديل وايت على موقع كرة السلة الأوروبية.كوم (الإنجليزية)
- وينديل وايت على موقع كلية كرة السلة في سبورتس رفرنس.كوم (الإنجليزية)
- وينديل وايت على موقع ريلجم (الإنجليزية)
- وينديل وايت على موقع بروبوليرز (الإنجليزية)
- وينديل وايت على موقع سبورتس رفرنس (الإنجليزية)